# Alfred Quesnay
Cet article concerne le musicien français. Pour l'illustrateur français, voir Alfred Quesnay de Beaurepaire. Pour les autres homonymes, voir Quesnay.

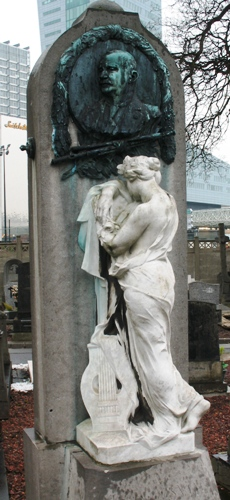
Tombe d'Alfred Quesnay au Cimetière de l'Est de Lille

Alfred Quesnay, né le 10 août 1846 à Lille et mort le 8 novembre 1910 à Lille, est un flûtiste et professeur de musique.

## Biographie
Il entretint une correspondance avec le flûtiste Paul Taffanel à propos de la facture de flûte traversière et plus particulièrement de celle de Louis Lot.
Le sculpteur Edgar Boutry lui dédia un bas-relief en plâtre en 1911. Par ailleurs, un monument identique d'Edgar Boutry et de l'architecte Six lui rendant hommage a été inauguré au cimetière de l'Est de Lille sur sa sépulture le 22 octobre 1911. Le buste le représentant n'est plus accroché sur la tombe et est simplement posé dessus (juillet 2023). La sépulture est située près de l'entrée située près de la gare Lille Europe dans l'allée A3 non loin de la tombe de Pierre Mauroy, ancien premier ministre et maire de Lille, et d'Élisa de Try, violoncelliste quasi contemporaine.

### Formation
Il entre au conservatoire de Lille dans la classe de Jules Herman en 1860 et obtint son premier prix à l'unanimité en 1864. Il entre ensuite dans la classe de Louis Dorus au conservatoire de Paris et obtint un autre premier prix en 1867.

### Années d'activité
Il rentre ensuite à Lille et rejoint l'orchestre du Grand Théâtre de Lille puis en 1877 fait partie des solistes des Concerts populaires lors de leur création. En 1901, il dirige la Société symphonique d'Amateurs, dissidente de l'orchestre et chœur d'amateurs dirigé par Maurice Maquet.
En 1886, il est nommé professeur de flûte au conservatoire de Lille pour prendre la suite de M. Bourelle. Il fut également professeur de la classe de musique de chambre pour instruments à vents de sa création en 1903 jusqu'à sa mort en 1910. 
Il dirigea par ailleurs la fanfare du Club des Vingt fondé en 1892, l'harmonie municipale d'Estaires et le Club Berlioz, harmonie dont il fut membre fondateur en 1905. Dès 1902, il fut également directeur de la fanfare du commerce d'Armentières fondée en 1896.